# Црвенолики гуан
Црвенолики гуан (лат. Penelope dabbenei) је врста птице из рода Penelope, породице Cracidae. Живи у северном граничном подручју Аргентине и јужном граничном подручју Боливије. Природна станишта су јој суптропске и тропске влажне планинске шуме.